# Денис Браун
Денис Емануел Браун (1 февруари 1957 – 1 юли 1999) е ямайски реге певец.
Той е сред първите в жанра „lovers rock“, създал 78 албума. Неговото име е сред най-водещите в жанра. Наречен е „Crown Prince of Reggae“ от Боб Марли. Браун получава признание и от множество други изпълнители след Марли.

## Биография
Кариерата на Денис Браун започва още в тийнейджърските му години с Coxsone Dodd's Sudio One Records, където записва 2 албума. Прави голяма крачка напред в следващите години, въпреки че издава албум след албум за Джо Гибс.
Браун, както повечето други реге изпълнители, се разпространява и започва да записва за много различни продуценти, включително Гуси Кларк, Флаба Холт, „Слай & Роби“ и много други. Той започва изобилстваща дискография, която понякога достига до повече от 6 албума годишно. Браун става много търсен изпълнител и редица продуценти проявяват интерес да работят с него.
Рас първи започва да се занимава с Браун, когато „Слай & Роби“ издават Brown Sugar – албум с песни като Revolution и Sitting and Watching, които са хит за островната музика. Албумът, издаден от близкия му приятел Лего Бийст, е в резултат на туко-що откритото (в ранните години на 1990-те години) студио Leggo в Кингстън. Рас продължава да издава по албум годишно за Браун, повечето продуцирани от също близък приятел – Флабба Холт (бас музикант в The Roots Radics), които също са записани в студиото на Лего, където Флаба успява да привлече Браун и да запише най-добрите му песни.
Браун остава като един от най-добрите вокалисти в историята на реге музиката.